# Bonnet flamand
Le Bonnet flamand (en anglais : Flemish Cap) est une zone d'eau peu profonde dans l'Atlantique Nord situé à peu près sur le 47° Nord et le 45° Ouest, ou à 560 km à l'est de Saint-Jean de Terre-Neuve, ayant la forme d'une mesa sous-marine dont le sommet a 42 000 km2 de superficie. Les profondeurs au niveau du bonnet varient entre 122 et 700 mètres.

## Géographie
Le Bonnet flamand est situé dans une zone où se rencontrent les eaux froides du courant du Labrador et les eaux chaudes du courant de l'Atlantique Nord (Dérive nord atlantique). Ce mélange d'eaux chaudes et froides sur le plateau provoque cette circulation du courant caractéristique dans le sens des aiguilles d'une montre au niveau du cap.
Les eaux du bonnet sont plus profondes en général de 140 mètres et plus chaudes que celles des Grands Bancs. Cette superficie de 58 000 km2 aurait probablement servi de refuge pour des espèces marines pendant la dernière période glaciaire. Les eaux du bonnet sont reconnues comme des eaux extrêmement poissonneuses. Flétans, espadons, crevettes, coquilles Saint-Jacques et d'autres espèces marines se trouvent en abondance dans cette zone.

## Surpêche
Le Bonnet flamand se situe à environ 120 milles marins en dehors de la zone économique exclusive du Canada (ZEE) (large de 370 km depuis le littoral) établie en 1977 et est en conséquence dans les eaux internationales selon les accords de l’OPANO (Organisation des pêches de l'Atlantique nord-ouest). La pêche à outrance (surpêche) est habituelle dans ces eaux. Les morues et les plies du Canada sont particulièrement en danger, tandis que d'autres espèces de poissons connaissent un déclin assez significatif.
Le Canada a tenté, avec un succès mitigé, d'empêcher la surpêche dans la région en modifiant en 1994 sa Loi sur la protection des pêches côtières et en se faisant le champion de l'accord des Nations unies sur les stocks chevauchants (United Nations Fish Stocks Agreement), qu'il signe en 1995.

## Filmographie
Cette zone a été filmée par Wolfgang Petersen dans son film En pleine tempête racontant la dernière pêche de Billy Tyne (joué par George Clooney) et de son équipage. L'espadon était leur principale prise.